# Maximilian Grabner

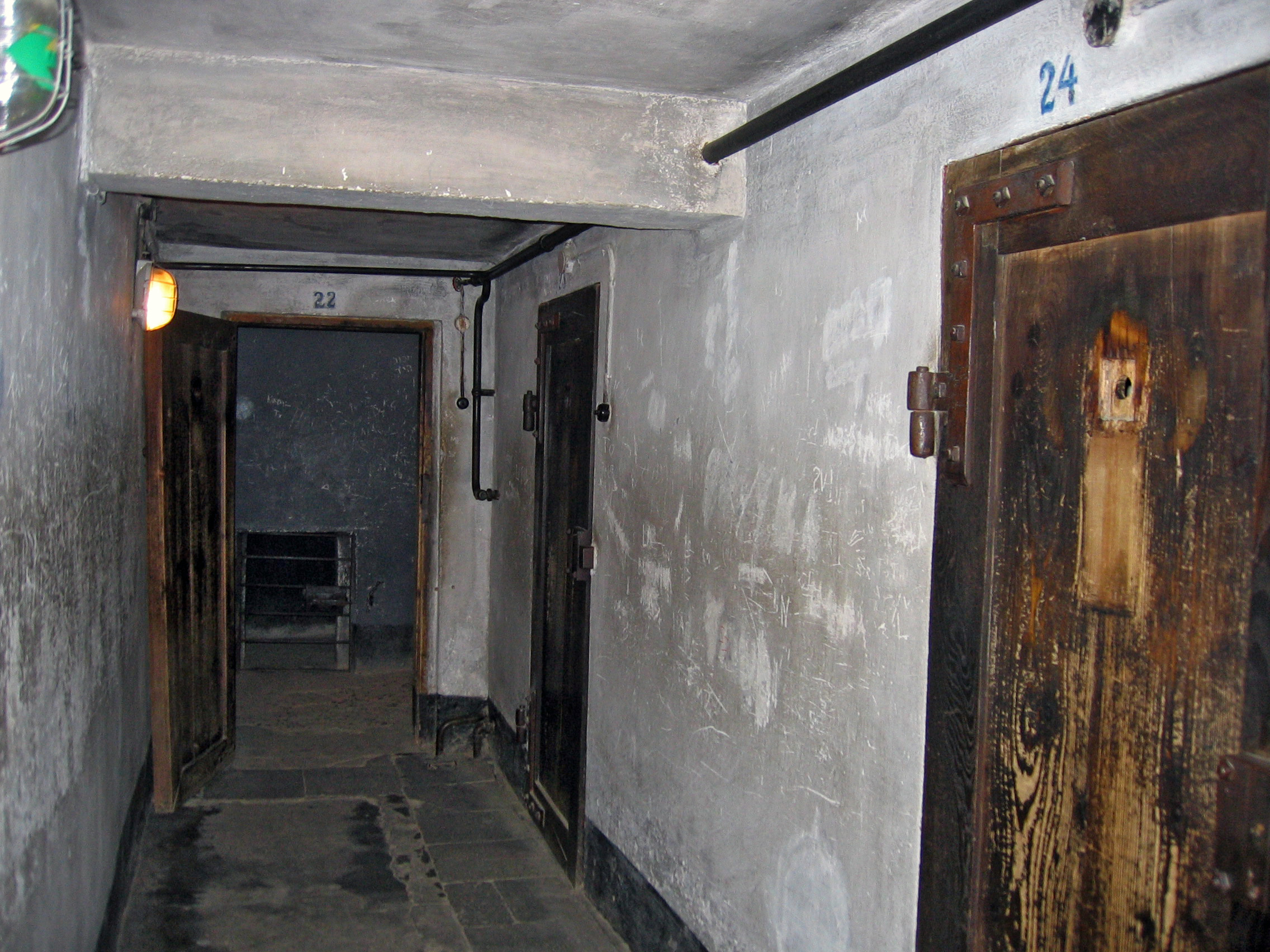
Celdas del Bloque 11, de Auschwitz I, donde Grabner solía torturar a los detenidos.

Maximilian Grabner (Viena, Austria; 2 de octubre de 1905 – Polonia, 28 de enero de 1948) fue un SS Obersturmführer, destacado como jefe austriaco de la Gestapo en el campo de exterminio de Auschwitz, donde fue conocido por los infames maltratos que aplicaba en la cámara de torturas del bloque 11, durante el Holocausto en la Segunda Guerra Mundial.

## Biografía
Nació en Viena, se unió a las fuerzas de policía de Austria en 1930 y se convirtió en miembro del entonces ilegal partido nazi en 1933. Después de la Anschluss de Austria en 1938, se unió a la SS y se convirtió en miembro de la Gestapo. Llegó a Katowice durante el estallido de la Segunda Guerra Mundial. Fue trasladado al campo de concentración de Auschwitz menos de un año después y se convirtió en jefe del Departamento Político de la Gestapo allí.
Como jefe de la Gestapo en Auschwitz, fue responsable, entre otras cosas, de la lucha contra el movimiento de resistencia en el campo, así como de la prevención de fugas y de todo contacto con el mundo exterior. Estas tareas eran llevadas a cabo con crueldades contra los prisioneros y mediante un gran número de encarcelamientos en el búnker del Bloque 11. Los miembros del personal de Grabner, tales como Wilhelm Boger, quien sólo fue llevado ante la justicia en la década de 1960, llevaban a cabo los llamados interrogatorios afilados, durante los cuales las víctimas eran sistemáticamente torturadas.
Grabner, junto con el comandante de la Schutzhaftlager, inició, de forma regular, las limpiezas de los búnkeres: los presos eran examinados y muchos de ellos enviados directamente al patio interior ubicado entre los bloques 10 y 11, donde eran fusilados.
En 1943 fue arrestado por robo, soborno y corrupción, por lo que fue juzgado en Weimar un año después. Al final del juicio, fue condenado a doce años de prisión; sin embargo, debido al inminente final de la guerra, fue liberado y regresó a Katowice. 
Grabner fue detenido por los aliados en 1945. Fue entregado a los polacos en 1947, acusado de asesinato y crímenes contra la humanidad, y condenado a muerte en el Juicio de Auschwitz. Murió ahorcado el 28 de enero de 1948.